# La belle au Bois-Dormant
La belle au Bois-Dormant è un cortometraggio del 1902 diretto da Lucien Nonguet e Ferdinand Zecca.

## Trama
Un re, in onore di sua figlia ha dato una festa invitando tutte le fate. Tuttavia egli si è dimenticato d'invitare la fata Carabosse, che è la più malvagia. Carabosse si è presentata comunque alla festa annunciando che quando la bambina avrà 15 anni si ferirà ad un dito su una ruota che gira, addormentandosi per 100 anni e che un principe la sveglierà liberandola.

## Produzione
Esiste una versione La belle au bois dormant del 1903 colorata a mano